# 貨幣大試験
貨幣大試験（かへいだいしけん）とは造幣局において製造された貨幣の量目および、貴金属貨幣にあっては品位が規定通りにつくられている事を内外に示すために、毎年度ごとに財務大臣の下、行われる試験のことである。正式には製造貨幣大試験（せいぞうかへいだいしけん）と呼ぶ。

## 略史
幕末期、外国人大使から、金銀地金の持込による本位貨幣の自由鋳造を行う造幣局の設立の要求が強まり、明治新政府は大阪に造幣局を設立し新貨条例を制定して西洋型の円形貨幣を製造することになった。
製造貨幣が国際的に信用を得るためには、公的に貨幣の量目および品位が適正につくられている事を第三者に示す必要が有る。そこで製造貨幣の中から、規定枚数毎に供試貨幣（きょうしかへい）が選取され、年度毎に行われる貨幣大試験に供される事が規定された。
第1次の製造貨幣大試験は明治5年5月13日（1872年6月18日）に行われ、試験の対象となった貨幣は明治3年11月27日（1871年11月27日）創業当時から試験日までの製造分であり、二十圓から一圓の金貨および一圓から五錢の銀貨の量目および品位の試験が行われた。それ以来、各年度毎に試験が行われ、結果の詳細は年度毎に発行される『造幣局長年報書』に記述されている。
明治22年度（1889年度）製造分の貨幣からは供試貨幣に加えて、別途、造幣局内において品位および量目試験を行うための試験貨幣（しけんかへい）の選取も行われることとなった。ただし大正7年度（1918年度）以降製造分の局内試験貨幣は製造枚数に含めないこととなった。
令和6年度（2024年度）で製造貨幣大試験は第153次を迎えた。

## 試験内容
品位試験は個々の供試貨幣を1枚ずつ分析する試験と、1,000枚の供試貨幣をまとめて鎔解してサンプルを採取し分析する合併鎔解による二本立てで行われた。
量目試験についても同様に1枚ずつ秤量する試験と、1,000枚毎にまとめて秤量する試験が行われた。
昭和14年（1939年）11月に行われた昭和13年度製造分の第68次貨幣大試験からは対象貨幣は臨時補助貨幣のみとなり、1,000枚の量目試験のみ行われることとなった。
品位試験に使用される供試貨幣は分析のため鎔解さらに溶解されるが、量目試験に使用された供試貨幣も通常は試験後鎔解され、新たな貨幣の材料とされる。しかし貨幣需要が逼迫した場合、しばしば量目試験に使用された供試貨幣が発行に廻される場合があった。これまでに明治21年度から22年度、大正15年度から昭和3年度、昭和34年度から39年度、および昭和43年度から45年度製造分の供試貨幣の一部または全てが発行に廻されている。

## 試験貨幣選取規定
供試貨幣および試験貨幣は製造貨幣の規定枚数毎に抜き取られるわけであるが、その枚数は試験貨幣選取規定で定められる。供試貨幣および試験貨幣の選取は一日に製造した貨幣のうち規定枚数につき一枚という基準で行われ、規定枚数に満たない端数が出た場合は、端数につき一枚選取するとした時期、また選取しないと規定した時期もあった。明治初期および現在の基準は以下の通りである。
創業 - 明治30年3月
二十圓 - 五圓金貨　1,000枚につき1枚
二圓、一圓金貨　5,000枚につき1枚
貿易一圓銀貨　5000枚につき1枚
補助銀貨　2,000枚につき1枚
五錢白銅貨　20,000枚につき1枚
平成19年度
千円記念銀貨　4,000枚および端数につき1枚
五百円（記念・通常）　40,000枚および端数につき1枚
百円、五十円、十円　60,000枚および端数につき1枚
五円　50,000枚および端数につき1枚
一円　400,000枚および端数につき1枚

## 公差
製造貨幣の量目および品位の厳密性を期すとはいえ工業製品である以上、誤差はつき物である。そこで公差（こうさ）と称して定められた範囲内での誤差が許容される。例として明治初期の金貨および銀貨の公差を以下に示す。
| 旧金貨                     | 二十圓金貨 | 十圓金貨 | 五圓金貨 | 二圓金貨 | 一圓金貨 |
| -------------------------- | ---------- | -------- | -------- | -------- | -------- |
| 規定品位（千分位）         | 900        | 900      | 900      | 900      | 900      |
| 品位公差（千分位）         | 2          | 2        | 2        | 2        | 2        |
| 規定量目（ゲレーン）       | 514.41     | 257.20   | 128.6    | 51.44    | 25.72    |
| 規定量目（ガラム）         | 33、1/3    | 16、2/3  | 8、1/3   | 3、1/3   | 1、2/3   |
| 一枚量目公差（ゲレーン）   | 0.5        | 0.5      | 0.5      | 0.25     | 0.25     |
| 一枚量目公差（ミリガラム） | 32.40      | 32.40    | 32.40    | 16.20    | 16.20    |
| 千枚量目公差（ゲレーン）   | 72         | 48       | 36       | 24       | 12       |
| 千枚量目公差（ガラム）     | 4.665      | 3.110    | 2.333    | 1.555    | 0.778    |

| 旧銀貨                     | 一圓銀貨 | 五十錢銀貨 | 二十錢銀貨 | 十錢銀貨 | 五錢銀貨 |
| -------------------------- | -------- | ---------- | ---------- | -------- | -------- |
| 規定品位（千分位）         | 900      | 800        | 800        | 800      | 800      |
| 品位公差（千分位）         | 2        | 2          | 2          | 2        | 2        |
| 規定量目（ゲレーン）       | 416      | 193        | 77.2       | 38.6     | 19.3     |
| 規定量目（ガラム）         | 26.9563  | 12.5       | 5          | 2.5      | 1.25     |
| 一枚量目公差（ゲレーン）   | 1.5      | 1.5        | 1          | 0.5      | 0.5      |
| 一枚量目公差（ミリガラム） | 97.20    | 97.20      | 64.80      | 32.40    | 32.40    |
| 千枚量目公差（ゲレーン）   | 96       | 72         | 48         | 24       | 24       |
| 千枚量目公差（ガラム）     | 6.221    | 4.665      | 3.110      | 1.555    | 1.555    |

| 平成19年度                 | 千円記念銀貨 | 五百円記念貨 | 五百円 | 百円  | 五十円 | 十円  | 五円  | 一円  |
| -------------------------- | ------------ | ------------ | ------ | ----- | ------ | ----- | ----- | ----- |
| 法定量目（グラム）         | 31.1         | 700          | 7,000  | 4,800 | 4,000  | 4,500 | 3,750 | 1,000 |
| 法定量目の枚数             | 1            | 100          | 1,000  | 1,000 | 1,000  | 1,000 | 1,000 | 1,000 |
| 公差（測定枚数当りグラム） | 0.42         | 4.2          | 13     | 16    | 21     | 15    | 16    | 7     |